# Bicaz (garganta)
La garganta del río Bicaz (en rumano, Cheile Bicazului) es un espectacular cañón natural situado en la zona central de los montes Cárpatos, en Rumanía, en el parque nacional Cheile Bicazului-Hăşmaş.

## Situación

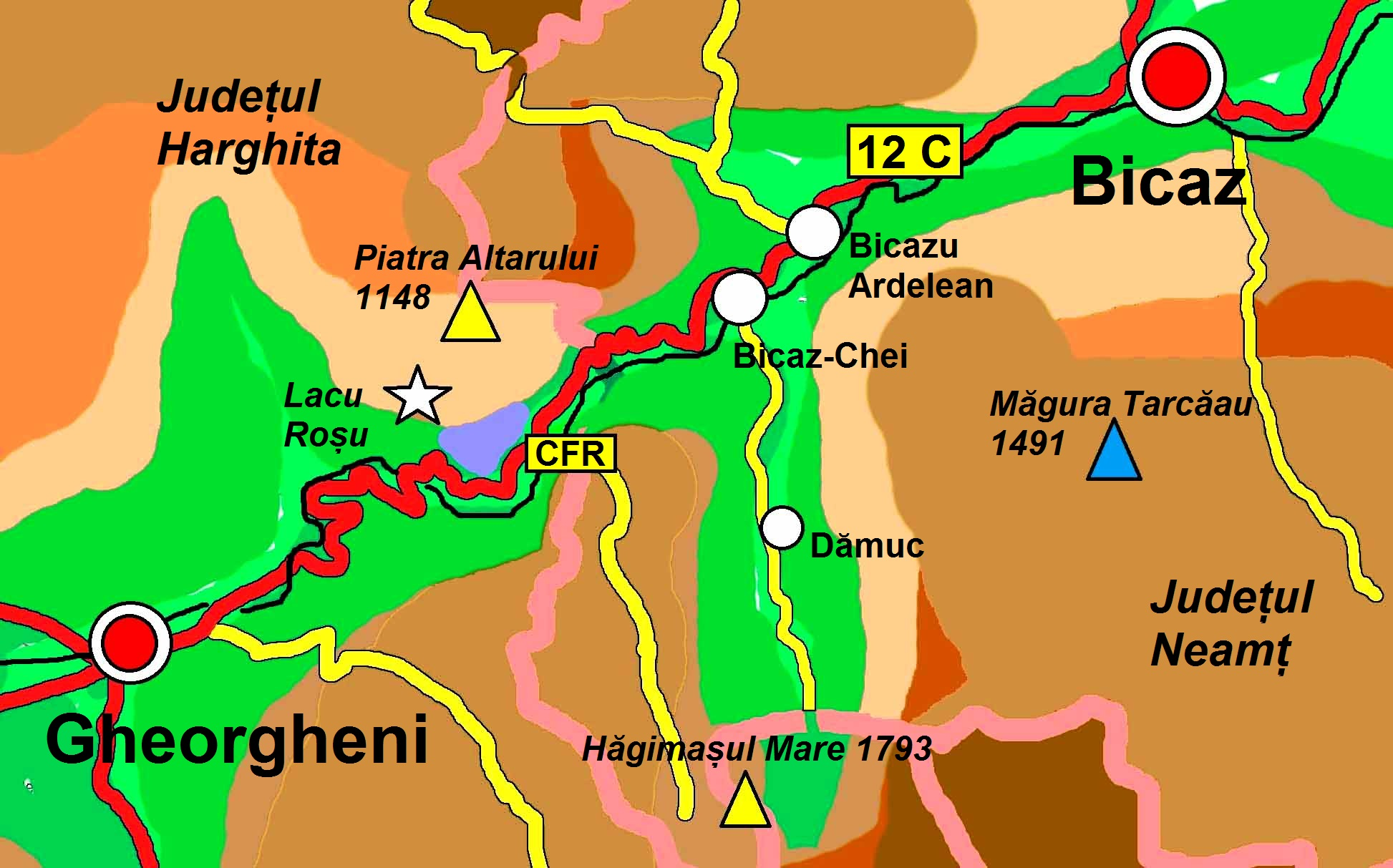
Mapa de la zona.

La Garganta del Bicaz se halla en la Sierra de Hășmaș, en el límite de las provincias de Neamț y Harghita.
El cañón fue formado por el río Bicaz, y es una puerta natural de paso obligado entre las regiones de Moldavia y Transilvania. Forman por sí mismas el parque nacional de la Garganta del Bicaz-Hășmaș (Parcul Național Cheile Bicazului - Hășmaș), donde decenas de miles de turistas acuden a él cada año.[cita requerida] Esta zona forma parte de la gran cadena de los Montes Cárpatos.

## Visita
La Garganta del Bicaz se puede visitar por carretera, una espectacular vía que discurre a lo largo de unos ocho kilómetros entre fuertes pendientes y serpenteantes curvas. En el camino se encuentran numerosos comercios de recuerdos para turistas y algunos restaurantes. También se puede visitar por ferrocarril, en el trayecto que discurre entre Bicaz y Gheorgheni. Otro atractivo turístico de la zona es el lago Rojo (Lacul Roșu), paraje de gran belleza. El clima de la zona es bastante fresco y lluvioso, incluso en los meses de verano.